# روبینشتاین
روبینشتاین یا روبنشتاین یا روبینستاین (Rubinstein) یک نام خانوادگی‌ست. افراد شاخص با این نام از این قرارند:
- آرتور روبینشتاین
- آکیبا روبینشتاین
- آنتون روبینشتاین
- ایدا روبینشتاین
- جان روبینستاین
- زلدا روبینشتاین
- مایکل وِستن (روبینشتاین)
- نیکلای روبینشتاین